# 蒂萨罗夫
蒂萨罗夫（匈牙利語：Tiszaroff）是匈牙利亚斯-瑙吉孔-索尔诺克州所辖的一个村，总面积52.49平方公里，总人口1624，人口密度30.9人/平方公里（2010年1月1日）。